# Frans Koppers (voetballer)
Frans Koppers (Velden, 28 april 1941) is een voormalig Nederlands voetballer die tijdens zijn profloopbaan uitsluitend voor VVV uitkwam.

## Loopbaan
De van amateurclub IVO afkomstige Koppers maakte op 30 september 1962 zijn competitiedebuut voor VVV in een uitwedstrijd bij RBC (5-1 verlies). In het seizoen 1962-63 speelde hij 17 competitiewedstrijden voor de eerstedivisionist waarin de aanvaller geen doelpunten maakte. Dat deed hij overigens wel op 16 december 1962 in een bekerwedstrijd tegen VV Standaard (6-2), waarin hij kort na rust de 5-1 scoorde. Het daaropvolgende seizoen kwam Koppers alleen nog in actie in een bekerwedstrijd tegen VV Baronie. In 1964 keerde hij terug naar IVO waar hij nog jarenlang in het eerste elftal zou spelen.
Ook nadien is Frans Koppers nog betrokken geweest bij VVV. Uit de handen van Wiel Teeuwen kreeg hij de voorzittershamer overgedragen van Ald VVV, de in 1948 opgerichte vereniging van oud-spelers van de Venlose club die in mei 2018 het 70-jarige bestaan vierde. In december 2021 stopte Koppers na 3,5 jaar voorzitterschap. Zijn opvolger werd Ger van Rosmalen.

## Clubstatistieken
| Seizoen         | Club            | Competitie      | Competitie | Competitie | Beker | Beker | Playoff | Playoff | Totaal | Totaal |
| Seizoen         | Club            | Competitie      | Wed.       | Dlp.       | Wed.  | Dlp.  | Wed.    | Dlp.    | Wed.   | Dlp.   |
| --------------- | --------------- | --------------- | ---------- | ---------- | ----- | ----- | ------- | ------- | ------ | ------ |
| 1962/63         | VVV             | Eerste divisie  | 17         | 0          | 1     | 1     | —       | —       | 18     | 1      |
| 1963/64         | VVV             | Eerste divisie  | 0          | 0          | 1     | 0     | —       | —       | 1      | 0      |
| Carrière totaal | Carrière totaal | Carrière totaal | 17         | 0          | 2     | 1     | 0       | 0       | 19     | 1      |